# GR Андромеды
GR Андромеды (лат. GR Andromedae), HD 2453 — одиночная переменная звезда в созвездии Андромеды на расстоянии приблизительно 610 световых лет (около 187 парсеков) от Солнца. Видимая звёздная величина звезды — от +6,95 до +6,87m. Возраст звезды оценивается как около 525 млн лет.

## Характеристики
GR Андромеды — белая вращающаяся переменная звезда типа Альфы² Гончих Псов спектрального класса A2pSrCrEu, или A5VpSiSrCr, или A0p. Масса — около 2,24 солнечных, радиус — около 2,24 солнечных, светимость — около 37 солнечных. Эффективная температура — около 8542 K.